# Scavengers
Scavengers to drugi album amerykańskiej indierockowej grupy Calla. Został wydany 16 stycznia 2001 roku i spotkał się z dobrym przyjęciem fanów orak krytyków. Na płycie oprócz piosenek stworzonych przez sam zespół, znalazł się cover utworu "Promenade" grupy U2.

## Lista utworów
1. "Fear of Fireflies" – 4:21
2. "Hover over Nowhere" – 7:22
3. "Traffic Sound" – 3:52
4. "Tijerina" – 6:12
5. "Slum Creeper" – 4:46
6. "The Swarm" – 5:22
7. "Mayzelle" – 3:13
8. "Love of Ivah" – 5:15
9. "A Fondness for Crawling" – 2:22
10. "Promenade" (Bono, U2) – 5:16